# Bizerta
Bizerta (en árabe: بنزرت‎, en francés: Bizerte) es una ciudad de África septentrional, perteneciente a República Tunecina, a unos 65 kilómetros al noroeste de la capital Túnez, ubicada en la costa del Mediterráneo (frente al estrecho de Sicilia), quedando a sus espaldas el lago de Bizerta, siendo la ciudad más septentrional del continente africano. Cuenta con una población de 114 371 habitantes (censo de 2004), que llega a 200.000 teniendo en cuenta el área metropolitana. Es además la capital de la gobernatura homónima.

## Historia

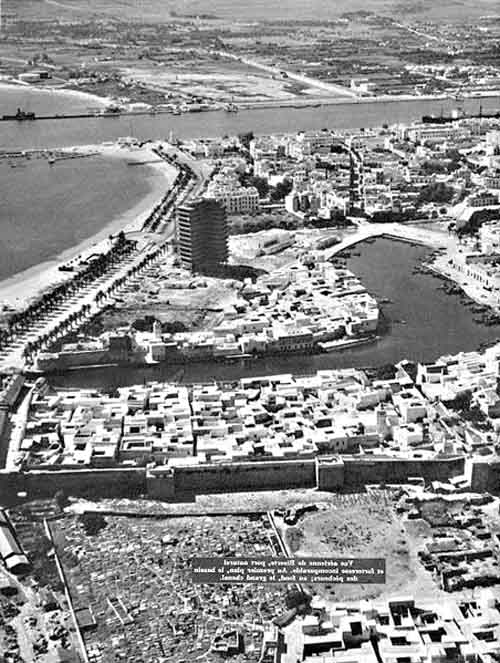
Bizerta en 1959

Bizerta es la antigua Hippo Dyarrhytus de los fenicios de Sidón, fundada en torno al siglo XI a. C. según la tradición. Posteriormente pasó a depender de Cartago y más tarde de Roma. Los vándalos ocuparon la región tras la caída del Imperio romano, posteriormente fue ocupada por los bizantinos y finalmente por los árabes en el siglo VII. Ocupada en 1535 por España (Jornada de Túnez) hasta 1573, cuando es tomada por los otomanos.
Tras la Congreso de Berlín de 1878, se entregaba el poder a Francia de ocupar Túnez y así ocuparon Bizerta en 1881, convirtiéndose en un importante puerto (a semejanza de Tolón en la ribera norte del Mediterráneo) tras la apertura del Canal de Suez en 1882, en el cual confluían las rutas comerciales, y del que partían las expediciones coloniales francesas hacia el interior del continente.
En marzo de 1939, terminando la guerra civil española, el Comandante de la armada republicana española, Miguel Buiza ordenó la evacuación de la flota republicana. Tres cruceros, ocho destructores y dos submarinos abandonaron su base naval en  Cartagena y llegaron a Bizerta, bajo el visto bueno de las autoridades francesas.
En noviembre de 1942, durante la Segunda Guerra Mundial la ciudad fue ocupada por las tropas italo-alemanas procedentes de Libia, que ocuparon Túnez para contrarrestar la invasión aliada del Norte de África, siendo reconquistada por los Aliados el 7 de mayo de 1943.
Tras la independencia de Túnez en 1956, Francia conserva la posesión de Bizerta, debido a su importancia geoestratégica. Los tunecinos efectúan un bloqueo naval en julio de 1961 con el ánimo de recuperarla, y sucesivamente un ataque, pero son repelidos por las fuerzas francesas, derrotándolos por completo en el plazo de cuatro días; no obstante, en octubre de 1963, tras la independencia de Argelia (1962), Francia abandona la plaza. La marcha de los franceses supuso un declive para la economía de la ciudad, dependiente del tráfico marítimo comercial y militar. En la actualidad sigue siendo un importante puerto mercantil y pesquero, habiendo recuperado parte de su importancia gracias también al turismo.

## Ciudades hermanadas
- Tánger.  (Marruecos)
- Puerto Saíd.  (Egipto)
- Annaba.  (Argelia)
- Kalamata.  (Grecia)
- Palermo.   (Italia)

## Galería

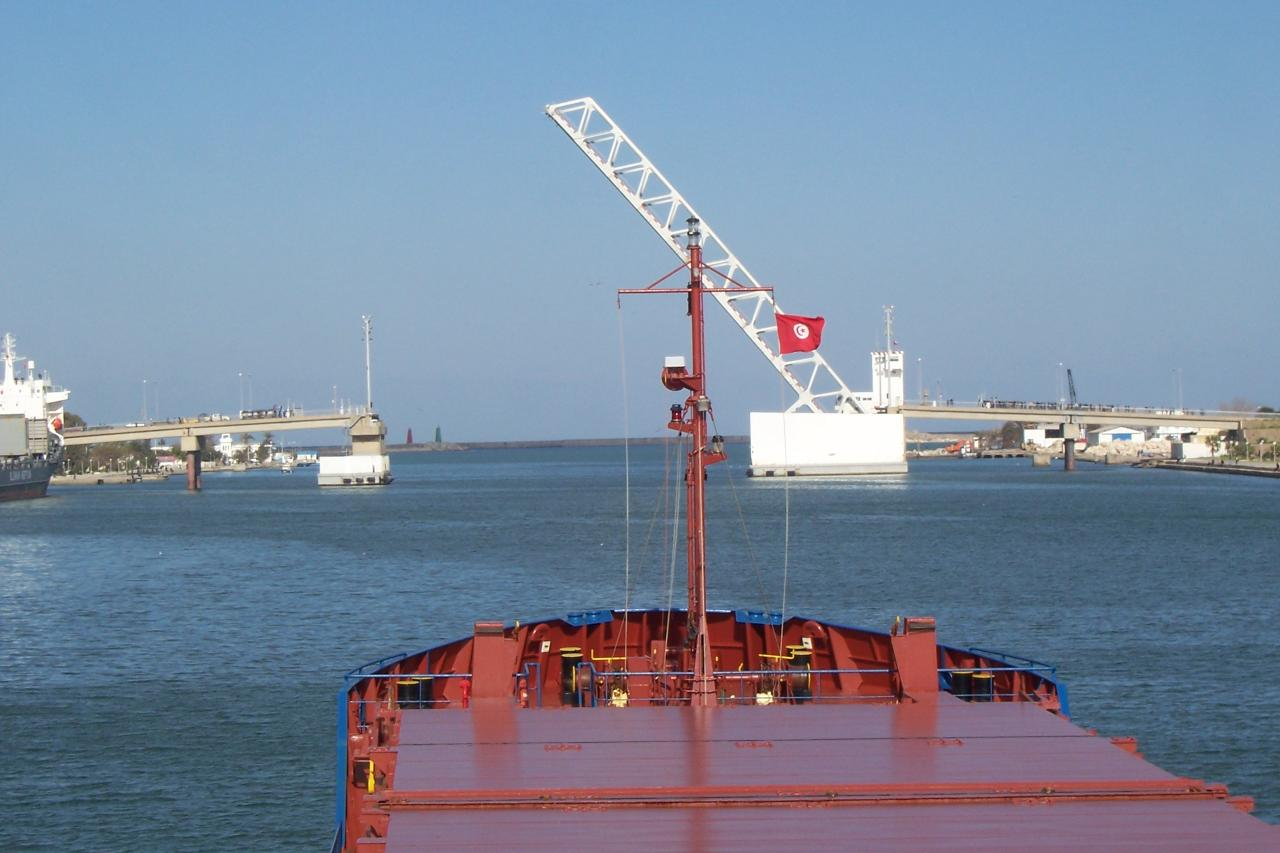
El puente móvil del canal Bizerta
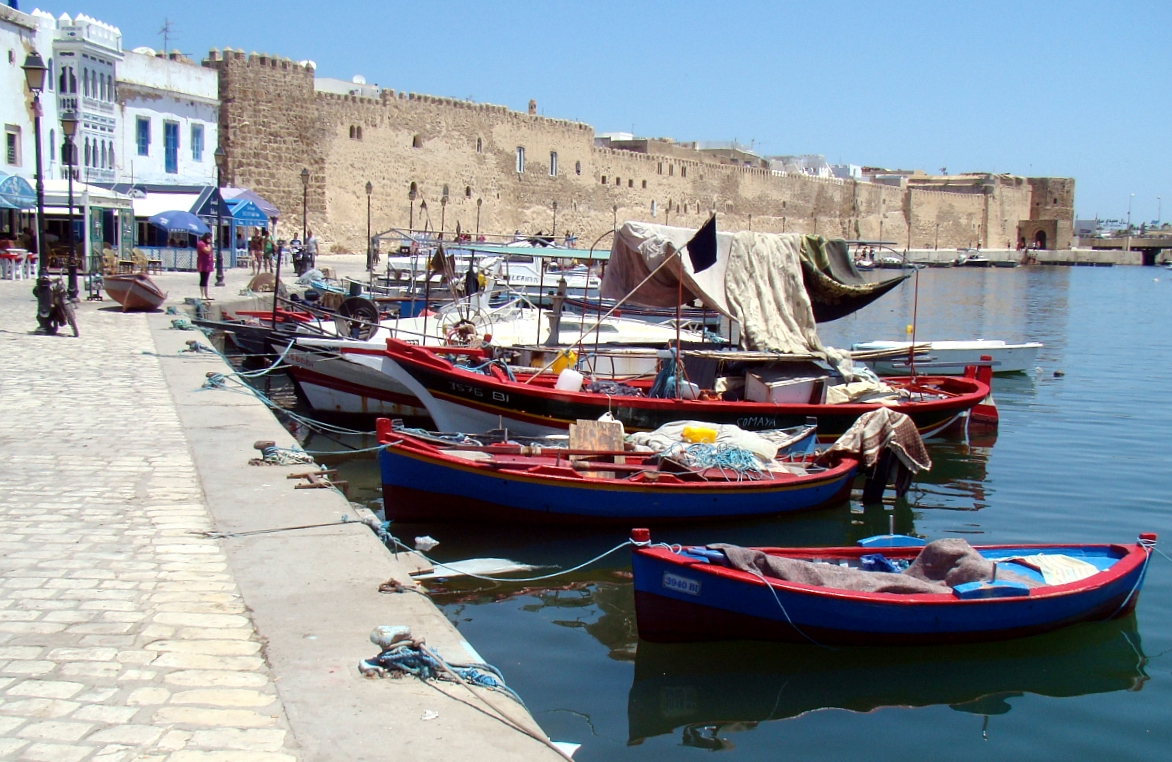
Viejo puerto de Bizerta
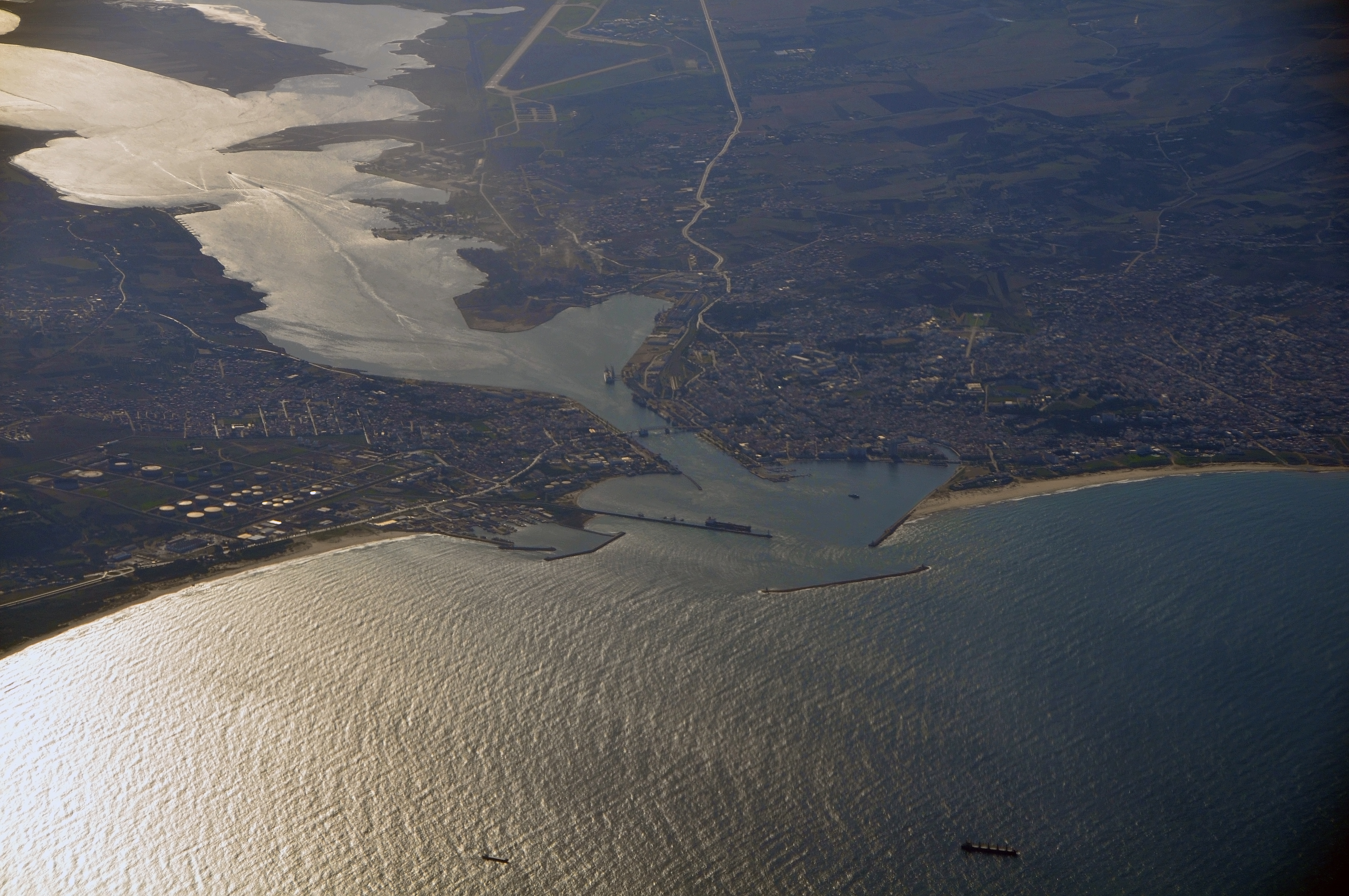
Vista aérea de Bizerta
Escenas de pesca en un mosaico romano, en el Museo Nacional del Bardo. Siglo III d. C.
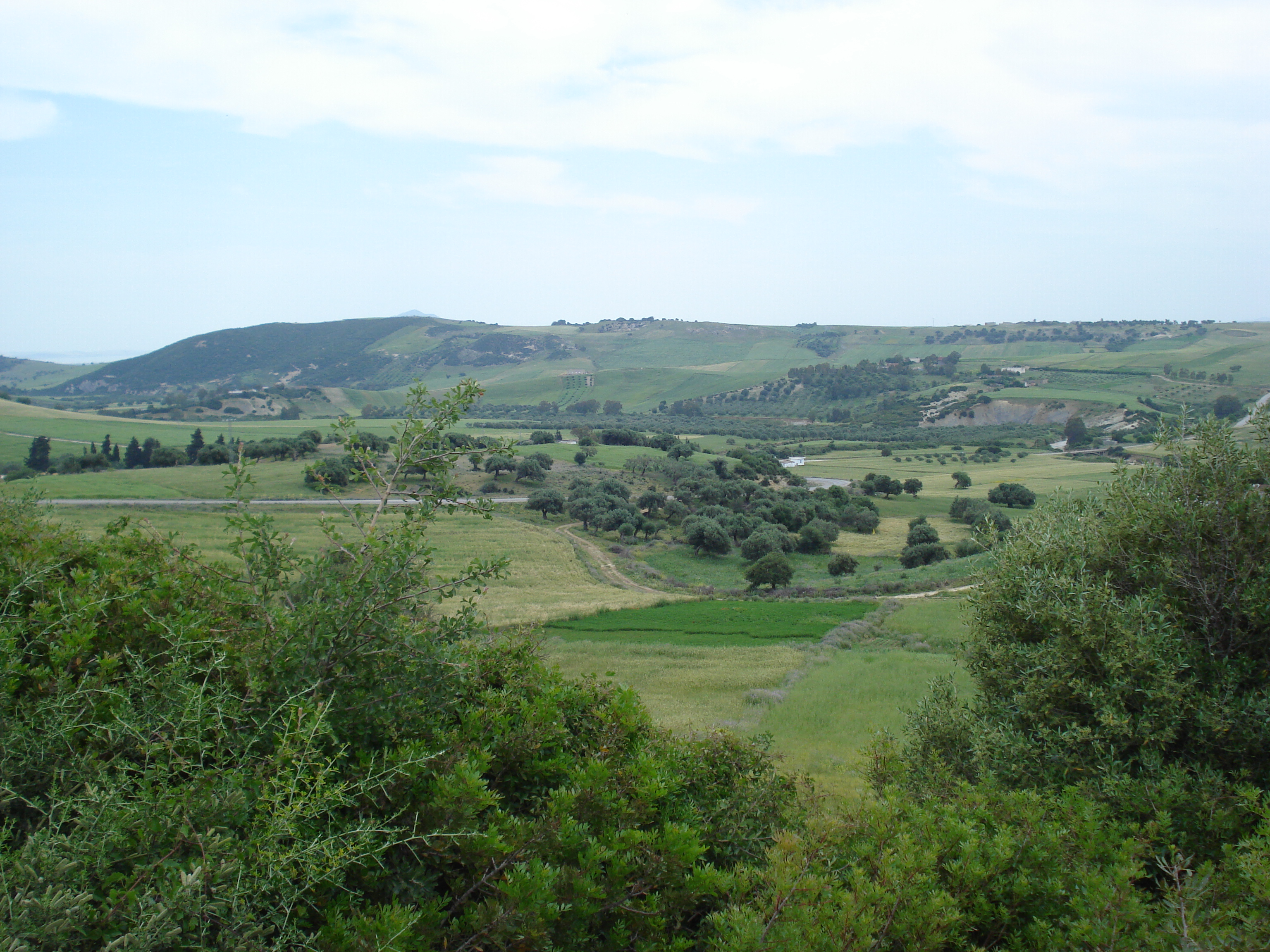
Jebel Aïn Chouna
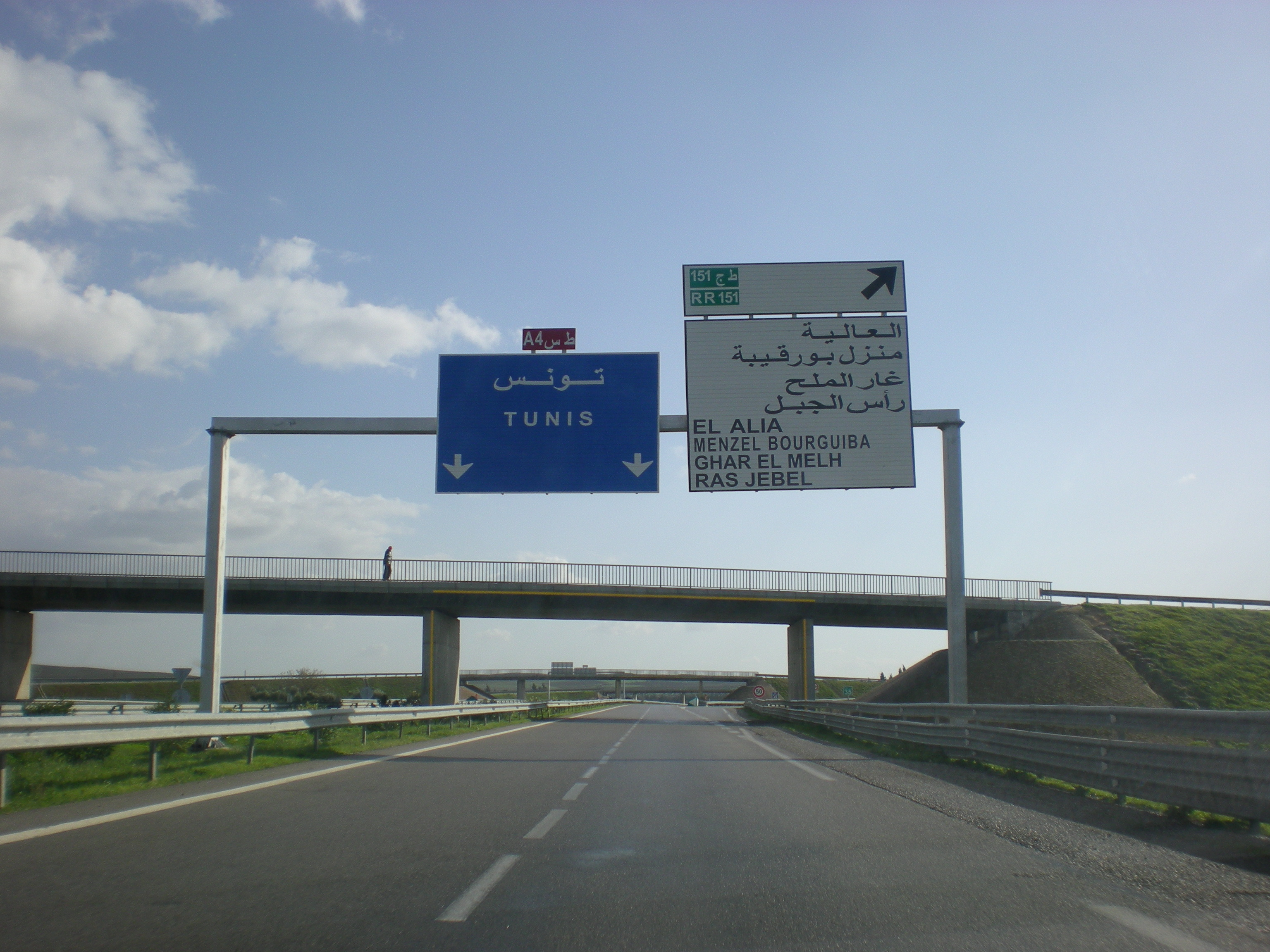
Autopista A4 Bizerta / Túnez